# Valais (trein)
De Valais was een internationale TGV tussen Parijs en Lausanne. De trein is genoemd naar het Zwitserse Kanton Wallis

## Geschiedenis
Op 21 januari 1984 werd de TGV verbinding tussen Parijs en Lausanne in gebruik genomen. De TEE Cisalpin die destijds de treindienst tussen Parijs en Milaan verzorgde werd deels opgeheven en deels overgenomen door de TGV, zodat een einde kwam aan de Cisalpin als TEE. De TGV 23,26 tussen Parijs en Lausanne reed met de naam Cisalpin, net als de aansluitende intercity (IC 333, 336) tussen Lausanne en Milaan. Toen op 31 mei 1987 het EuroCity net van start ging werden zowel de TGV als de IC als EuroCity gekwalificeerd die beiden, tot de reorganisatie van 1993, als EC-Cisalpin bleven rijden.

## Reorganisatie
In 1993 vond een reorganisatie van het reizigersverkeer tussen Zwitserland enerzijds en Italië en Frankrijk anderzijds plaats. Hierbij werd voor de TGV-diensten de GIE TGV France-Suisse, tegenwoordig Lyria, opgericht. Voor de treinen tussen Zwitserland en Italië werd het bedrijf Cisalpino opgericht. De Cisalpin werd daarom van een andere naam voorzien. Het deel tussen Lausanne en Milaan kreeg de Italiaanse naam van het Kanton Wallis,Vallese, de TGV de Franse naam van het Kanton Wallis, Valais. 

## EuroCity
Met ingang van de nieuwe dienstregeling op 23 mei 1993 reed de trein als EC Valais. De dienst werd uitgevoerd met TGV Sud-Est treinstellen. Op 17 mei 2003 zijn de namen van de EuroCity's tussen Frankrijk en Zwitserland vervallen en is de exploitatie als naamloze TGV voortgezet onder de productnaam Lyria.